# ラディッキオ
ラディッキオ（伊: Radicchio）は、イタリア原産のチコリーの栽培種である。イタリアンチコリーとしても知られ、キク科の多年生植物である。赤チコリー（赤チコリ）ともいう。葉菜類として栽培され、白い筋の入った赤色をしている。苦くスパイシーな味で、グリルまたはローストすると柔らかくなる。

## 歴史
ガイウス・プリニウス・セクンドゥスは、ラディッキオは血液の浄化や不眠症に対して有益である旨、『博物誌』の中で述べている。実際に、ラディッキオは鎮静剤、鎮痛剤として作用するラクチュコピクリンやフラボノイドの一種であるアントシアニンを含む。
近代的な栽培は15世紀にイタリアのヴェネト州、フリウリ＝ヴェネツィア・ジュリア州、トレント自治県で始まったが、今日の深い赤色のラディッキオは、1860年にベルギーの農学者Francesco Van den Borreが作り出した。ラディッキオは収穫の後、暗い部屋の水中に置かれる。こうすることにより、光の欠如とクロロフィルの生産阻害のため、緑色の色素が失われる。
日本へは1980年代に入ってきた歴史の浅い野菜で、この品種群の中で丸く結球するタイプが流通名「トレビス」として出回っている。

## 品種
不結球品種、半結球品種、結球品種とあるが、ラディッキオの品種の名称は、その起源となったイタリアの地名に由来する。アメリカ合衆国で最も広く入手可能な品種は、ラディッキオ・ディ・トレヴィーゾであり、えび茶色で丸く、グレープフルーツ程度の大きさである。
ラディッキオ・ロッソ・ディ・トレヴィーゾは、大きな赤いBelgian endiveに似ている。
生産方法が特殊で生産地域も限定されており、パドヴァ、ヴェネツィア、トレヴィーゾがIGP（保護指定地域表示）の対象とされた。
さらにタルディーボや白色のラディッキオ・ディ・カステルフランコなどは、花に似ていて冬季にしか入手できない。ヴェネト州のラディッキオ農家は、タルディーボを含むいくつかの品種に対して原産地名称保護制度の適用を目指している。
- プレコーチェ - ラディッキオ・ロッソの早生種で、葉が面長で幅広く、半結球の細長いタイプ[3][4]。プレコーチェは、イタリア語で早生の意味[4]。
- トレヴィーゾ・タルディーヴォ - 北イタリアのヴェネト州で作られるラディッキオ・ロッソの晩生種で、葉は細長くて巻き付かない形で苦味が強い[6]。栽培に手間がかかり、イタリアでも高級野菜として出回っている[3][4]。
- キオッジャ（日本名：トレビス） - 紫キャベツのように丸く結球するタイプ。苦味は少ない。日本では流通名「トレビス」で出回っている[3][4]。
- ベローナ - プレコーチェとキオッジャの中間ぐらいの形態で、葉が面長で結球するタイプ。ベローナはイタリアの産地名[4]。
- カステルフランコ - バラの花のような姿をした白いラディッキオで、赤色の斑模様が入るタイプもある[3][7]。

## 調理法
葉の厚さと歯ごたえはキャベツとレタスの中間ぐらいで、歯切れがよく、芳香があり、加熱をするとほろ苦味が増す。主な旬は、11月 - 3月といわれ、赤紫色が鮮明で、全体にツヤがあるものが市場価値の高い良品とされる。
イタリア料理では、相性のよいオリーブ油でグリルして甘味とほろ苦さを味わったり、リゾット等の材料として食べる。爽やかなほろ苦味は肉料理や魚料理の付け合わせによく合う。一般的には、赤紫色と白色の美しいコンストラストを活かして、生のままサラダに加えて、彩りとすがすがしいほろ苦さが楽しまれる。またパスタ、シュトゥルーデル、タプナード等にも用いられる。
他のチコリーと同様に、その根をローストして挽くと代用コーヒーになる。
特徴的な赤紫色は、ポリフェノールの一種であるアントシアニン色素で、強い抗酸化作用があることで知られる。茹でると、アントシアニン色素が水に溶け出すため、栄養が損なわれる。

## 毒性
伝承によると、代用コーヒーとして長期にわたりチコリーの摂取を続けると、時間の経過とともに視力の減退や他の長期的効果を伴って、ヒトの網膜組織に損傷を与えると言われる。しかし、科学的な根拠からは肯定も否定もされていない。チコリーの根には、タンジー等を含むヨモギギク属に含まれるものと似た揮発性油が含まれ、同様に回虫の除去に効果がある。植物の全ての部分にこのような揮発性油が含まれ、毒性成分の大部分は根に集中している。
研究により家畜がチコリーを消化すると回虫の害が減少することが明らかとなり、飼料の添加物として広く用いられるようになった。チコリー品種の研究、開発、生産を行っている企業はわずかであり、その多くはニュージーランドに所在している。